# 에도

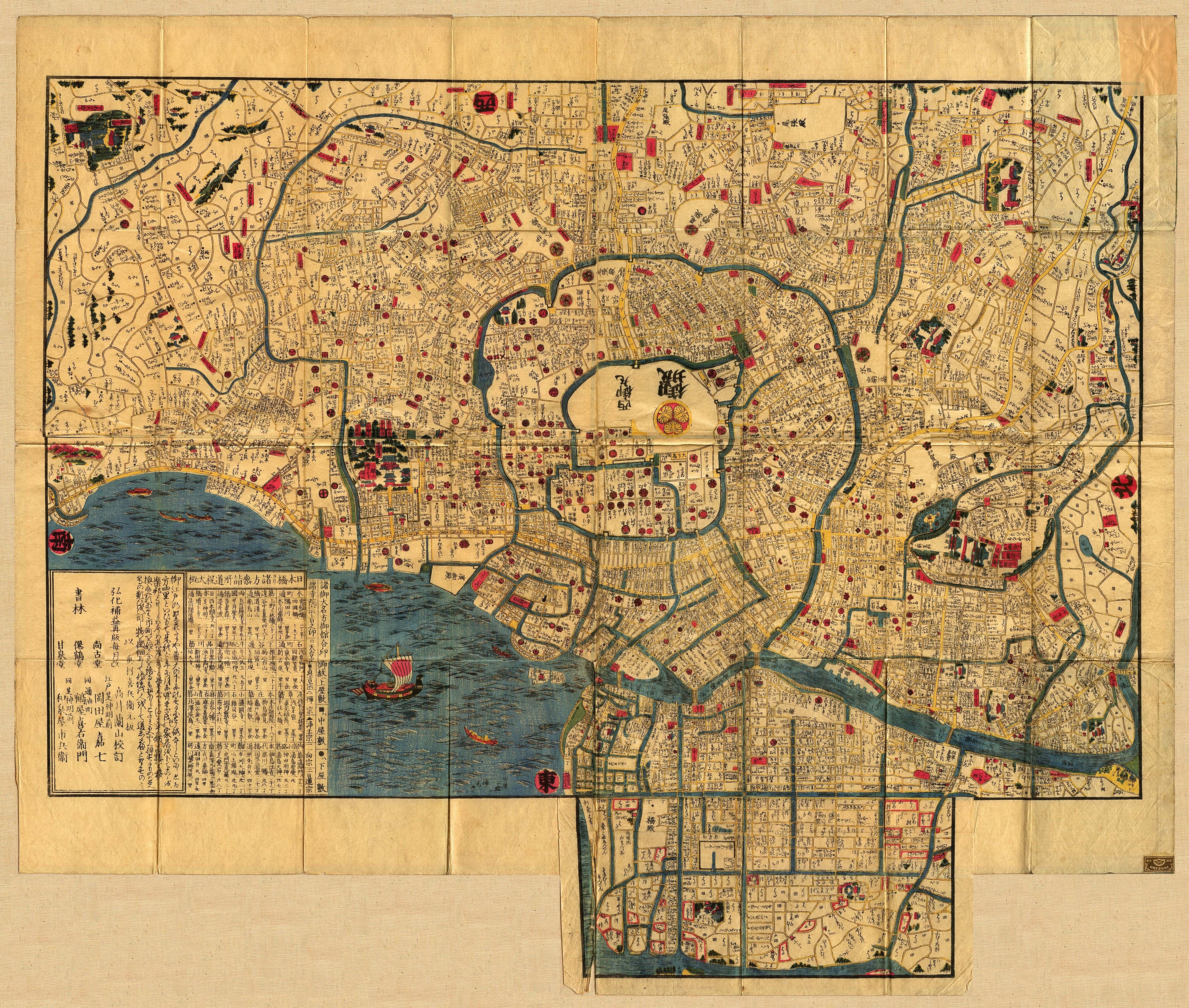
1840년대 에도의 지도

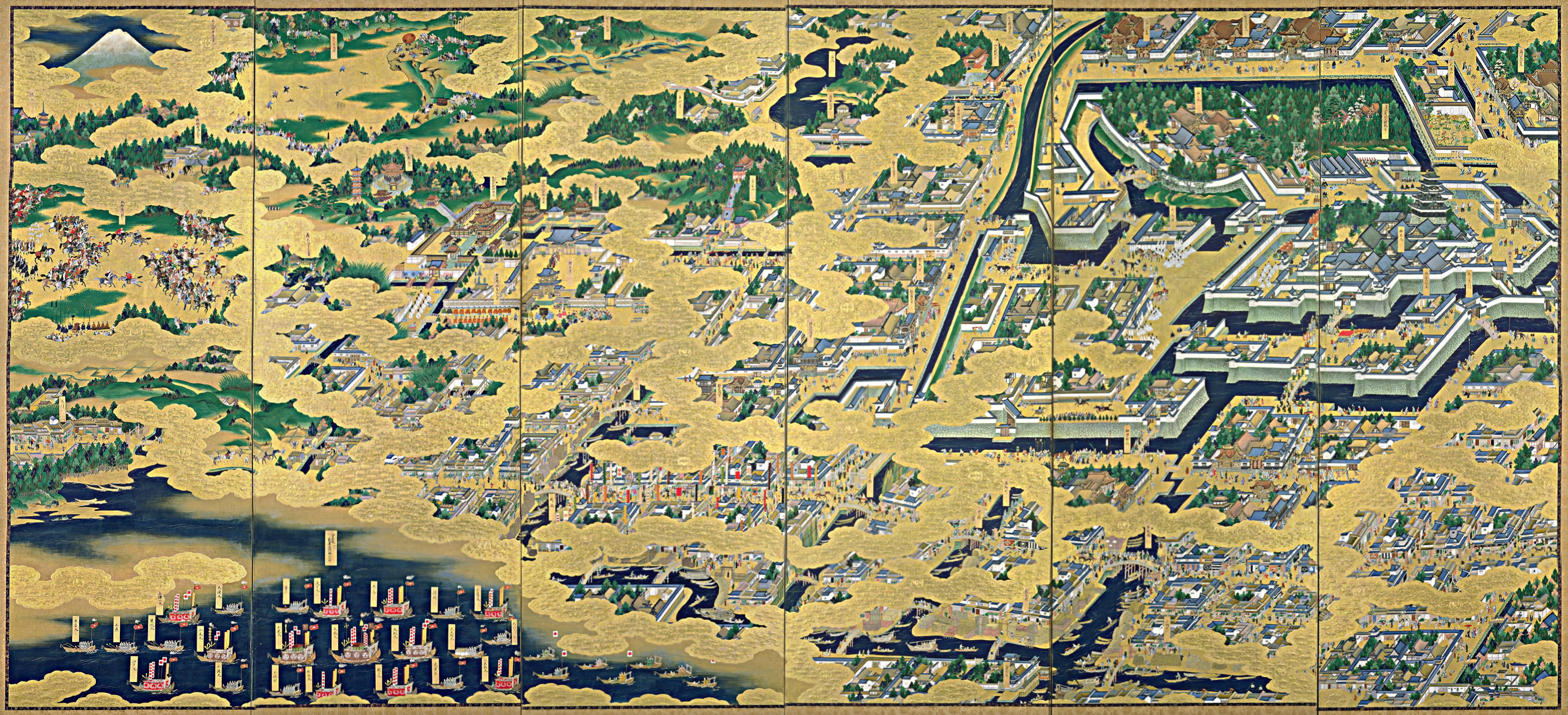
17세기 에도의 정경

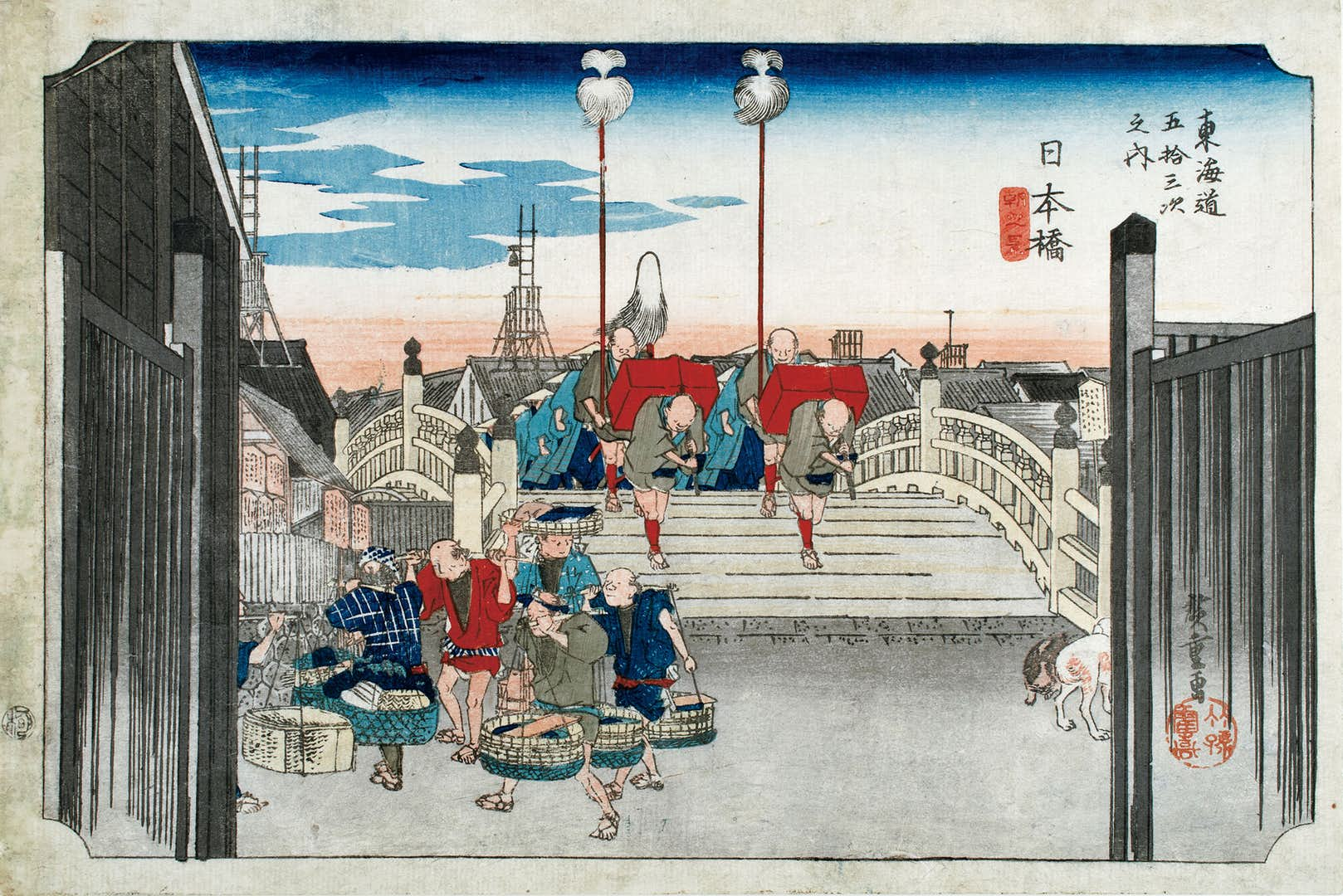
니혼바시

에도(일본어: 江戶)는 일본 도쿄의 옛 이름으로, 에도성을 중심으로 한 지역을 말한다. 에도 막부가 일본을 지배하던 1603년부터 1868년까지 막부의 중심지였다. 이 기간에 세계에서 가장 큰 도시 중 하나이자 우키요(일본어: 浮世)의 개념으로 대표되는 활기찬 도시 문화의 장소가 되었다.

## 역사
15세기 중엽 오타 도칸(太田道灌)이 에도 성을 처음 축성한 이후 센고쿠 시대에 접어들어 호조씨, 다케다씨, 우에스기씨 3대 세력의 각축장이 되었다.
에도 시대에 에도 막부(江戶幕府)가 위치한 일본의 정치 중심지이자 사실상의 수도였다. 교토(京都)는 단지 예전의 수도로써 남았다. 1457년에 사실상 잘 알려지지 않은 작은 어촌이었던 에도는 급격히 성장하여 1721년 무렵에 인구가 100만을 넘는 세계적으로도 인구가 가장 많은 대도시가 되었다.
에도는 여러 번 화재에 시달렸다. 1657년에 10만 명의 목숨을 앗아간 메이레키 대화재(明曆の大火)는 그 중 가장 피해가 큰 것이었다. 에도 시대에 대략 100번의 화재가 있었고 일반적으로 부주의에 의해 시작되어 숯을 사용하는 목조 주택들 사이로 빠르게 확대되었다. 1600년부터 1945년까지 에도/도쿄에는 25 ~ 50년을 주기로 화재, 지진, 쓰나미, 화산 폭발, 전쟁 등이 발생했다.
1868년에 막부가 전복되면서 도시는 "동쪽의 수도"를 의미하는 도쿄(東京)로 개칭했고, 천황은 거처를 도쿄로 옮기면서 도쿄가 일본의 공식적인 수도가 되었다.
- 1868년 9월 3일 : 에도는 "동쪽의 수도"를 의미하는 도쿄로 개칭되었다.
- 1868년 10월 12일 : 메이지 천황이 교토에서 황위에 올랐다.
- 1868년 10월 23일 : 연호를 게이오에서 메이지로 바꾸었다.
- 1868년 12월 10일 : 천황이 도쿄로 왔고 에도성은 고쿄(皇居)가 되었다.

## 행정
에도 시대에 막부는 마치부교(町奉行)로 불리는 행정 전반 및 치안 관리자를 임명하였고 도쿠가와 요시무네(德川吉宗)의 시기에 마치비케시(町火消)라는 소방 조직이 만들어졌다.

## 지리
에도는 에도성 주변에 놓여있는 성촌이었다. 성을 직접 둘러싸고 있는 지역을 야마노테(山手)로 불렀고 주로 산킨코타이(參勤交代) 제도 하에 에도에 일정 기간 머무르는 다이묘(大名) 및 그들의 식솔들을 위한 저택들로 이루어져있었다. 이로 인해 에도는 다른 주요 도시인 교토나 오사카(大阪)와 달리 사무라이의 인구가 두드러지게 많았다. 교토는 황실과 구게(公家)에 의해 지배되는 수많은 불교 사찰 및 전통적인 유산과 정체성이 특징인 도시였고 오사카는 일본의 상업 중심지로써 조닌(町人)으로 불리는 상인 계층에 의해 지배되는 도시였다.
중심부로부터 더 먼 지역은 평민과 조닌(상인)들의 거주지였다. 이 지역은 성 북동쪽의 시타마치(下町)로 알려졌고 도시 문화의 중심지 중 하나였다. 고대 불교 사찰인 센소지(淺草寺)가 전통적인 도시 문화의 중심지였던 아사쿠사(淺草)에 여전히 서있다. 절로 들어가기 전에 거리에 있는 상점들은 에도 시대 이래로 계속 그곳에 있었다.
도시의 동쪽 가장자리를 흐르는 스미다강(墨田川)을 따라 막부의 미곡 창고와 공공 건물, 유명한 식당들이 서있었다.
에도바시(江戶橋)는 도시의 상업 중심지로써 구라마에(藏前; 창고의 앞)로도 불렸다. 많은 어부, 장인 및 기타 생산자와 소매 상인들이 이곳에서 오사카 및 여러 도시들에서 들어오는 상품들을 관리하는 운송업자로써 활동하였다. 이 지역은 오늘날 도쿄의 금융과 업무의 중심지로 남아있다.
도시의 북동쪽은 전통적인 음양도(陰陽道)에서 위험한 방향으로 여겨졌고 도시를 악령으로부터 보호하기 위해 센소지, 간에이지(寬永寺) 등의 절이 세워졌다. 북동쪽 너머로는 부라쿠민(部落民)과 하층민 지구가 있었고 이들은 불결한 직업에 종사했기 때문에 평민 주거지로부터 분리되었다. 부라쿠민 지구에서 북쪽으로 얼마 떨어지지 않은 곳으로 강둑을 따라 흙길이 서쪽으로 뻗어있었고 도시의 북쪽 가장자리인 요시와라(吉原) 유흥가에 이르렀다. 예전에 이들은 아사쿠사와 가까운 도시 내에 위치했지만 1657년의 메이레키 대화재(明曆大火災) 이후 도시로부터 더 먼 곳에 재건되었다.

## 같이 보기
- 에돗코(일본어판) - 에도시절부터 쓰인 말이지만 지금 현재도 도쿄 출신자들을 일컫는 용어